# Дервентджии
Дервентджиите (дербентджии, на турски: derventci, от персийската дума за проход дервент) са категория зависимо население в земите под османска власт, което е натоварено със специални задължения по охраната на планинските проходи. В замяна на тази служба дервентджиите са освободени от някои форми на феодалната рента, платима към държавата, но са включени в тимарската система и изплащали изцяло спахийската рента (представляваща 1/10 част от земеделския добив и някои други налози) на местния тимариот.

## Пазачи на планински проходи
Статутът на дервентджиите е въведен или окончателно нормиран от администрацията на Сюлейман I. Тази категория християнско население има задължението да охранява планинските проходи от разбойнически нападения и да осигуряват тилово преминаването на военни части по време на походи и маневри. Организирани са във военна структура със своя символика, знамена, а ръководителите им дервентджи-башиите са с ранг на паша, пребиваващ в столицата. Дервентджиите се ползват от специални привилегии и данъчни облекчения в сравнение с останалото християнско население - не плащат никакви извънредни данъци извън поголовния данък „джизие“. Обдарени в особени фермани, те плащат половин харач и по-малък данък върху зърнени храни, като са освободени от всички ангария и други повинности. Според Hammer през XVIII-XIX век: 
| „                                           | ...във Видинския, Силистренския и Никополския санджак дербенджиите плащат 12 аспри испенче и от тях бива да се взема нито сено, нито слама, нито хляб, нито пиле | “ |
| Hammer, Osm. Staatsverfassung, I, стр. 284. | |   |

Дервентджийската длъжност се предава най-често по наследство в рамките на един род, като при липса на синове мястото може да се заеме и от друг сродник – племенник или зет на извадения от регистъра. В първите векове от османското владичество дервентджийски статут имат цели селища. По-късно, поради привилегиите, в тези селища се заселват много пришълци от други населени места, което налага ограничаване на дервентджийските привилегии само до онези родове от коренното население, които по традиция са изпълнявали тези функции. Поради разнообразния релеф дервентджии се намират навсякъде по полуострова, но най-много данни са запазени за таква активност в Източния Балкан. Типичен дервентджийски град е Габрово, за който са запазени пълни поименни регистри на дервентджииското население с описание на привилегиите му от 1515 и 1544 г.
Караулите на дервентджиите се разполагат по опасните места, където строят сламени колиби. При разпознаване на опасност от гората или по пътя, те бият тъпани; ако са забелязани разбойници, то с продължително биене на тъпана се вдига накрак цялата околност.
Според Мемоара на Павел Джорджич през 1597 г. в навечерието на Търновското въстание дервентджиите на старопланинските проходи са въоръжени с огнестрелно оръжие.